# Grand Prix automobile du Canada 2013
GP précédent GP suivant
Le Grand Prix automobile du Canada 2013 (Formula 1 Grand Prix du Canada 2013), disputé le 9 juin 2013 sur le circuit Gilles-Villeneuve, est la 885e épreuve du championnat du monde de Formule 1 courue depuis 1950. Il s'agit de la quarante-troisième édition du Grand Prix du Canada comptant pour le championnat du monde de Formule 1, la trente-quatrième disputée sur le circuit temporaire de l'Île Notre-Dame de Montréal, et de la septième manche du championnat 2013.
Le samedi, lors de qualifications perturbées par la pluie, Sebastien Vettel obtient sa troisième pole position de la saison, la trente-neuvième de sa carrière. Il met ainsi met fin à une série de quatre départs en tête des Mercedes ; Lewis Hamilton l'accompagne toutefois en première ligne. Valtteri Bottas, troisième, réalise la meilleure performance de sa jeune carrière en Formule 1 sur une grille de départ. Nico Rosberg est à ses côtés en deuxième ligne tandis que Mark Webber et Fernando Alonso, sixième, s'élancent depuis la troisième ligne.
Parti en tête, Sebastian Vettel survole une course disputée sous le soleil et, hormis un bref intermède assuré par Lewis Hamilton lors de son premier arrêt au stand, mène du début à la fin des soixante-dix tours, n'est jamais inquiété et obtient sa troisième victoire de la saison, la vingt-neuvième de sa carrière, sa première sur le circuit Gilles-Villeneuve. Fernando Alonso, notamment auteur de dépassements sur Mark Webber et sur Lewis Hamilton à sept tours de la fin, s'empare de la deuxième place de la course et du championnat, à trente-six points du triple champion du monde allemand. Hamilton monte sur la troisième marche du podium, suivi par Mark Webber, Nico Rosberg, Jean-Éric Vergne qui obtient le meilleur résultat de sa carrière, Paul di Resta, Felipe Massa, Kimi Räikkönen (qui recule à la troisième place du classement des pilotes) et Adrian Sutil qui prend le point restant.
Au classement des constructeurs, Red Bull Racing reste en tête avec 201 points devant Ferrari (145 points), Mercedes (134 points) et Lotus (114 points) ; suivent Force India (51 points), McLaren (37 points), Toro Rosso (20 points) et Sauber (5 points). Huit des onze écuries engagées au championnat ont marqué des points, Caterham, Marussia et Williams n'en ayant pas encore inscrit.

## Essais libres

### Première séance, le vendredi de 10 h à 11 h 30
| Pos. | Pilote           | Voiture              | Chrono         | Écart     |
| ---- | ---------------- | -------------------- | -------------- | --------- |
| 1    | Paul di Resta    | Force India-Mercedes | 1 min 21 s 020 |           |
| 2    | Jenson Button    | McLaren-Mercedes     | 1 min 21 s 108 | + 0 s 088 |
| 3    | Romain Grosjean  | Lotus-Renault        | 1 min 21 s 258 | + 0 s 238 |
| 4    | Fernando Alonso  | Ferrari              | 1 min 21 s 308 | + 0 s 288 |
| 5    | Kimi Räikkönen   | Lotus-Renault        | 1 min 21 s 608 | + 0 s 588 |
| 6    | Daniel Ricciardo | Toro Rosso-Ferrari   | 1 min 22 s 068 | + 1 s 048 |

La température de l'air est de 15 °C et la piste est à 16 °C au départ de la première séance d'essais libres du Grand Prix du Canada. Si la piste est mouillée, il ne pleut plus. Les pilotes s'élancent néanmoins en pneus intermédiaires ou en pneus pluie pour effectuer un premier tour d'installation et l'usage de l'aileron arrière mobile n'est pas autorisé. Après un quart d'heure de calme plat, Esteban Gutiérrez fixe le temps de référence en 1 min 34 s 113 puis l'améliore à deux reprises (1 min 31 s 508 et 1 min 30 s 224),,.
Mark Webber prend ensuite la tête en deux temps (1 min 29 s 412 et 1 min 27 s 909), Kimi Räikkönen améliore en 1 min 27 s 334, Jean-Éric Vergne en 1 min 26 s 436 et Nico Rosberg en 1 min 26 s 051 puis 1 min 24 s 902,,.
À la mi-séance, Jules Bianchi abandonne sa monoplace en piste. Si le circuit s'est totalement asséchée sur la trajectoire idéale, aucun pilote ne prend le risque de chausser les pneus pour le sec. Nico Rosberg améliore une nouvelle fois sa performance en 1 min 24 s 438 puis 1 min 23 s 680 avant de laisser sa place à Sebastian Vettel (1 min 23 s 047),,.
À vingt minutes du terme, Jean-Éric Vergne s'élance le premier avec les nouveaux pneus slicks fournis par Pirelli : le Français rentre au stand sans même tenter de réaliser un tour chronométré. Les conditions ne sont pas assez satisfaisantes, surtout dans le premier secteur, ce que confirme la même tentative avortée, quelques instants plus tard, de Fernando Alonso. Dix minutes plus tard, les deux pilotes Ferrari et Sergio Pérez retentent le pari, vite imités désormais par les autres concurrents,,.
Ainsi chaussé, Jenson Button prend la tête en 1 min 21 s 551 quand Pastor Maldonado tape le mur dans le virage no 4 : si le Vénézuélien n’est pas blessé, sa monoplace (un nouveau châssis après son accident de Monaco) est assez abimée. Paul di Resta réalise alors le meilleur temps de la session en 1 min 21 s 020 dans les derniers instants de la séance,,.
- Alexander Rossi, pilote essayeur chez Caterham F1 Team, remplace Charles Pic lors de cette séance d'essais.

### Deuxième séance, le vendredi de 14 h à 15 h 30
| Pos. | Pilote          | Voiture          | Chrono         | Écart     |
| ---- | --------------- | ---------------- | -------------- | --------- |
| 1    | Fernando Alonso | Ferrari          | 1 min 14 s 818 |           |
| 2    | Lewis Hamilton  | Mercedes         | 1 min 14 s 830 | + 0 s 012 |
| 3    | Romain Grosjean | Lotus-Renault    | 1 min 15 s 083 | + 0 s 265 |
| 4    | Mark Webber     | Red Bull-Renault | 1 min 15 s 212 | + 0 s 394 |
| 5    | Nico Rosberg    | Mercedes         | 1 min 15 s 249 | + 0 s 431 |
| 6    | Felipe Massa    | Ferrari          | 1 min 15 s 254 | + 0 s 436 |

La température ambiante est de 17 °C au début de la deuxième séance d'essais libres, il ne pleut pas et la piste est sèche. Les pilotes s'élancent immédiatement chaussés des nouveaux pneus expérimentaux fournis par Pirelli (qui pourraient faire leur apparition en course dès le Grand Prix de Grande-Bretagne), pour un tour d'installation et Kimi Räikkönen fixe le temps de référence en 1 min 19 s 090,,.
Mark Webber améliore en deux temps (1 min 18 s 516 puis 1 min 17 s 436) avant de céder le commandement à Nico Rosberg (1 min 17 s 332) puis à Paul di Resta (1 min 17 s 044). Räikkönen reprend ensuite la tête en 1 min 16 s 979 mais est à nouveau battu par Webber (1 min 16 s 513) et di Resta (1 min 16 s 382),,.
Felipe Massa améliore en 1 min 16 s 001 quand Mark Webber part en toupie au virage no 6, sans rien toucher. Lewis Hamilton fait encore mieux par deux fois (1 min 15 s 702 puis 1 min 15 s 620) et devance ainsi Massa et Rosberg alors qu'il reste un peu moins d'une heure dans la séance. Quelques instants plus tard, les premiers pilotes entrent en piste en pneus tendres. Ainsi chaussé, Sebastian Vettel prend la tête du classement en 1 min 15 s 378,,.
Mark Webber repasse en tête en 1 min 15 s 320 mais doit s'effacer un temps derrière son coéquipier Vettel (1 min 15 s 280) avant d'améliorer en 1 min 15 s 212. Lewis Hamilton se porte en haut de la feuille des temps grâce à deux tours bouclés en 1 min 15 s 006 puis 1 min 14 s 830. Finalement, Fernando Alonso réalise la meilleure performance en 1 min 14 s 818, d'une part parce que les concurrents entament alors de longues séries de tours afin de préparer la course et d'autre part car la pluie fait une nouvelle apparition à dix minutes du terme,,.

### Troisième séance, le samedi de 10 h à 11 h
| Pos. | Pilote           | Voiture              | Chrono         | Écart     |
| ---- | ---------------- | -------------------- | -------------- | --------- |
| 1    | Mark Webber      | Red Bull-Renault     | 1 min 17 s 895 |           |
| 2    | Adrian Sutil     | Force India-Mercedes | 1 min 18 s 248 | + 0 s 353 |
| 3    | Lewis Hamilton   | Mercedes             | 1 min 18 s 732 | + 0 s 837 |
| 4    | Fernando Alonso  | Ferrari              | 1 min 18 s 977 | + 1 s 082 |
| 5    | Sebastian Vettel | Red Bull-Renault     | 1 min 19 s 131 | + 1 s 236 |
| 6    | Nico Rosberg     | Mercedes             | 1 min 19 s 457 | + 1 s 562 |

À cause des travaux de réparation d'un rail de sécurité dans le virage no 11, abîmé lors d'un accident durant la course de support Challenge Ferrari précédent la troisième session d'essais libres de Formule 1, cette dernière séance commence avec trente minutes de retard et ne durera qu'une demi-heure car le règlement sportif de la discipline stipule qu'il doit y avoir deux heures de délai entre la troisième séance d'essais libres et le début de la phase de qualification,,,.
Il ne pleut pas sur le circuit mais la piste est très mouillée et les pilotes s'élancent en pneus intermédiaires ou en pneus pluie pour boucler leurs tours d'installation. Sergio Pérez fixe le temps de référence en 1 min 27 s 984,,.
Adrian Sutil améliore en 1 min 27 s 882 puis Esteban Gutiérrez en 1 min 27 s 081. Son coéquipier chez Sauber, Nico Hülkenberg prend alors la tête en 1 min 26 s 536 mais son temps est battu par Jenson Button (1 min 26 s 340) puis Gutiérrez (1 min 25 s 771). Hülkenberg repasse en tête en 1 min 25 s 678 mais s'incline face aux deux pilotes Williams, Valtteri Bottas tournant en 1 min 25 s 126 et Pastor Maldonado en 1 min 25 s 104,,.
Bottas reprend l'avantage en 1 min 24 s 314 mais sa performance est améliorée par Felipe Massa (1 min 23 s 492) et Esteban Gutiérrez (1 min 23 s 112). À un quart d'heure du terme, seuls quatorze pilotes ont effectué un tour chronométré. La trajectoire idéale est presque sèche et, à cinq minutes de la fin de session, Sergio Pérez s'élance le premier en pneus tendres pour piste sèche, rapidement imité par ses rivaux,,.
Ainsi chaussé, Felipe Massa prend la tête en 1 min 22 s 482 avant de céder sa place à Kimi Räikkönen (1 min 21 s 367), Pastor Maldonado (1 min 21 s 035), Jenson Button (1 min 20 s 520) et Fernando Alonso (1 min 19 s 922). Felipe Massa reprend le commandement en 1 min 19 s 750 mais cède à nouveau face à Adrian Sutil (1 min 18 s 248) qui améliore, comme Hamilton, Alonso, Vettel et Rosberg. Finalement, Mark Webber réalise la meilleure performance en 1 min 17 s 895,,.

## Séance de qualifications

### Résultats des qualifications

#### Session Q1
Il pleut légèrement au départ de la séance qualificative du Grand Prix du Canada, toutefois, la piste n'est pas mouillée de la même façon le long de son développement et reste même sèche par endroits. Les prévisions météorologiques locales annoncent que cette ondée doit prendre fin avant le terme des qualifications. Plusieurs pilotes tentent ainsi le pari de s'élancer en pneus pour le sec mais après leur premier tour d'installation, rentrent aux stands pour passer des pneus intermédiaires. Ainsi chaussé, Jean-Éric Vergne fixe, après six minutes, le temps de référence en 1 min 28 s 204. Nico Rosberg améliore ensuite en 1 min 26 s 781 sur une piste devenant de plus en plus très glissante,,.
Sebastian Vettel améliore à son tour en 1 min 26 s 293 et entame un bras de fer avec Lewis Hamilton qui tourne en 1 min 25 s 944. Vettel repasse en tête en 1 min 24 s 788, Hamilton tourne alors en 1 min 24 s 544 et Vettel en 1 min 24 s 083 lorsque Nico Rosberg établit un tour en 1 min 23 s 840,,.
Lewis Hamilton reprend le commandement en 1 min 23 s 801 avant de céder face aux assauts de Felipe Massa (1 min 23 s 735), Mark Webber (1 min 23 s 247), Fernando Alonso (1 min 23 s 224) et enfin Sebastian Vettel (1 min 22 s 318),,.
Les six pilotes éliminés sont Giedo van der Garde et son coéquipier Charles Pic, Max Chilton et son coéquipier Jules Bianchi, Paul di Resta (qui n'est jamais parvenu pas à faire monter ses pneus en température) et Romain Grosjean,,.

#### Session Q2
Les pilotes se relancent en pneus intermédiaires car une nouvelle averse s'est abattue sur le circuit de Montréal. Mark Webber fixe le temps de référence en 1 min 29 s 672 mais sa performance est immédiatement améliorée par Lewis Hamilton (1 min 29 s 259) et Sebastian Vettel (1 min 28 s 825) alors que les deux pilotes Ferrari ont des difficultés pour trouver les points de freinage,,.
La pluie rebouble sur le circuit et plusieurs pilotes hésitent à rentrer aux stands chausser des pneus pleine pluie. Alors que les sorties de piste s'enchaînent, Vettel améliore son meilleur temps en 1 min 28 s 166 alors qu'il reste six minutes avant la fin de la session. La pluie cesse alors de tomber et Mark Webber prend la tête en 1 min 28 s 145. Valtteri Bottas se montre à l'aise sur la piste mouillée et pointe ainsi au troisième rang, rendant seulement trois dixièmes au temps de référence de Webber quant Felipe Massa manque un freinage, sort de la piste dans le virage no 3 et tape violemment le mur de pneus, ce qui provoque l'arrêt de la séance sur drapeau rouge afin de dégager la monoplace dont la suspension avant est détruite après un choc à 5,7 g,,.
La session est relancée pour deux minutes et un bouchon s'est formé à la sortie de l'allée des stands (Kimi Räikkönen et Daniel Ricciardo seront par la suite pénalisés pour leur mauvais positionnement dans la voie des stands). Si tous les pilotes se relancent, Vettel rentre à la fin de son tour sans enchaîner avec un tour lancé. Jenson Button et Webber n'ont pour leur part pas le temps de s'élancer pour une dernière tentative alors que Lewis Hamilton prend la tête en 1 min 27 s 649,,.
Les six pilotes éliminés sont Felipe Massa, Esteban Gutiérrez, Jenson Button et son coéquipier Sergio Pérez, Pastor Maldonado et Nico Hülkenberg,,.

#### Session Q3
La dernière partie des qualifications est marquée par des conditions de piste très humides, par la présence des deux monoplaces de la Scuderia Toro Rosso et de la Williams de Valtteri Bottas et par l'absence des deux McLaren. Les dix derniers pilotes en lice pour la pole position prennent tous la piste en pneus intermédiaires, les conditions ne permettant pas de se lancer en pneus pour le sec bien que la trajectoire idéale soit presque sèche,,.
Sebastian Vettel tourne en 1 min 25 s 425 avec un dixième de seconde d'avance sur Lewis Hamilton, Bottas étant troisième en 1 min 25 s 897. Kimi Räikkönen est huitième, n'arrivant pas à faire passer toute la puissance aux roues alors que Nico Rosberg, le plus rapide dans le premier secteur, est quatrième. Fernando Alonso rate un freinage à l'épingle et reste sixième. Personne ne parvient à battre le temps de Vettel, le dernier secteur devenant extrêmement piégeux en fin de séance. Vettel réalise sa trente-neuvième pole position et devance devance Lewis Hamilton et Valtteri Bottas qui réalise sa meilleure performance en qualification en Formule 1,,.

### Grille de départ
| Pos.                                                                                      | Pilote              | Écurie               | Qualifications 1 | Qualifications 2 | Qualifications 3 |
| ----------------------------------------------------------------------------------------- | ------------------- | -------------------- | ---------------- | ---------------- | ---------------- |
| 1                                                                                         | Sebastian Vettel    | Red Bull-Renault     | 1 min 22 s 318   | 1 min 28 s 166   | 1 min 25 s 425   |
| 2                                                                                         | Lewis Hamilton      | Mercedes             | 1 min 23 s 801   | 1 min 27 s 649   | 1 min 25 s 512   |
| 3                                                                                         | Valtteri Bottas     | Williams-Renault     | 1 min 23 s 446   | 1 min 28 s 419   | 1 min 25 s 897   |
| 4                                                                                         | Nico Rosberg        | Mercedes             | 1 min 23 s 840   | 1 min 28 s 420   | 1 min 26 s 008   |
| 5                                                                                         | Mark Webber         | Red Bull-Renault     | 1 min 23 s 247   | 1 min 28 s 145   | 1 min 26 s 208   |
| 6                                                                                         | Fernando Alonso     | Ferrari              | 1 min 23 s 224   | 1 min 28 s 788   | 1 min 26 s 504   |
| 7                                                                                         | Jean-Éric Vergne    | Toro Rosso-Ferrari   | 1 min 24 s 159   | 1 min 28 s 527   | 1 min 26 s 543   |
| 8                                                                                         | Adrian Sutil        | Force India-Mercedes | 1 min 24 s 551   | 1 min 28 s 799   | 1 min 27 s 348   |
| 9                                                                                         | Kimi Räikkönen      | Lotus-Renault        | 1 min 24 s 451   | 1 min 28 s 667   | 1 min 27 s 432   |
| 10                                                                                        | Daniel Ricciardo    | Toro Rosso-Ferrari   | 1 min 24 s 770   | 1 min 29 s 359   | 1 min 27 s 946   |
| 11                                                                                        | Nico Hülkenberg     | Sauber-Ferrari       | 1 min 23 s 899   | 1 min 29 s 435   |                  |
| 12                                                                                        | Sergio Pérez        | McLaren-Mercedes     | 1 min 24 s 176   | 1 min 29 s 761   |                  |
| 13                                                                                        | Pastor Maldonado    | Williams-Renault     | 1 min 24 s 776   | 1 min 29 s 917   |                  |
| 14                                                                                        | Jenson Button       | McLaren-Mercedes     | 1 min 24 s 021   | 1 min 30 s 068   |                  |
| 15                                                                                        | Esteban Gutiérrez   | Sauber-Ferrari       | 1 min 24 s 408   | 1 min 30 s 315   |                  |
| 16                                                                                        | Felipe Massa        | Ferrari              | 1 min 23 s 735   | 1 min 30 s 354   |                  |
| 17                                                                                        | Paul di Resta       | Force India-Mercedes | 1 min 24 s 908   |                  |                  |
| 18                                                                                        | Charles Pic         | Caterham-Renault     | 1 min 25 s 626   |                  |                  |
| 19                                                                                        | Romain Grosjean     | Lotus-Renault        | 1 min 25 s 716   |                  |                  |
| 20                                                                                        | Jules Bianchi       | Marussia-Cosworth    | 1 min 26 s 508   |                  |                  |
| 21                                                                                        | Max Chilton         | Marussia-Cosworth    | 1 min 27 s 062   |                  |                  |
| 22                                                                                        | Giedo van der Garde | Caterham-Renault     | 1 min 27 s 110   |                  |                  |
| Temps minimal à réaliser pour la qualification : 1 min 28 s 080 (107 % de 1 min 22 s 318) |                     |                      |                  |                  |                  |

- Romain Grosjean est pénalisé de dix places sur la grille de départ pour avoir harponné Daniel Ricciardo lors du Grand Prix de Monaco et avoir ainsi provoqué son abandon[22].
- Kimi Räikkönen et Daniel Ricciardo sont pénalisés d'un recul de deux places sur la grille de départ pour s'être mal positionnés au bout de l'allée des stands à la fin de la phase Q2 des qualifications lorsque celle-ci a été relancée après le drapeau rouge déclenché par Felipe Massa ; les deux pilotes se sont avancés en parallèle pour gagner quelques secondes et être parmi les premiers à reprendre la piste car il leur restait moins de deux minutes pour effectuer un tour de lancement et un tour lancé. Le Finlandais ayant commis l'infraction en premier, sa sanction est la première appliquée, ce qui fait gagner une place à Ricciardo. La pénalité de l'Australien faisant, à son tour, gagner une place à Räikkönen, les deux hommes ne perdent finalement qu'une place chacun. Räikkönen s'élance donc de la dixième place et Ricciardo de la onzième place. Nico Hülkenberg gagne pour sa part deux places sur la grille à la suite de ces pénalités[23],[24],[25].

## Course

### Déroulement de l'épreuve

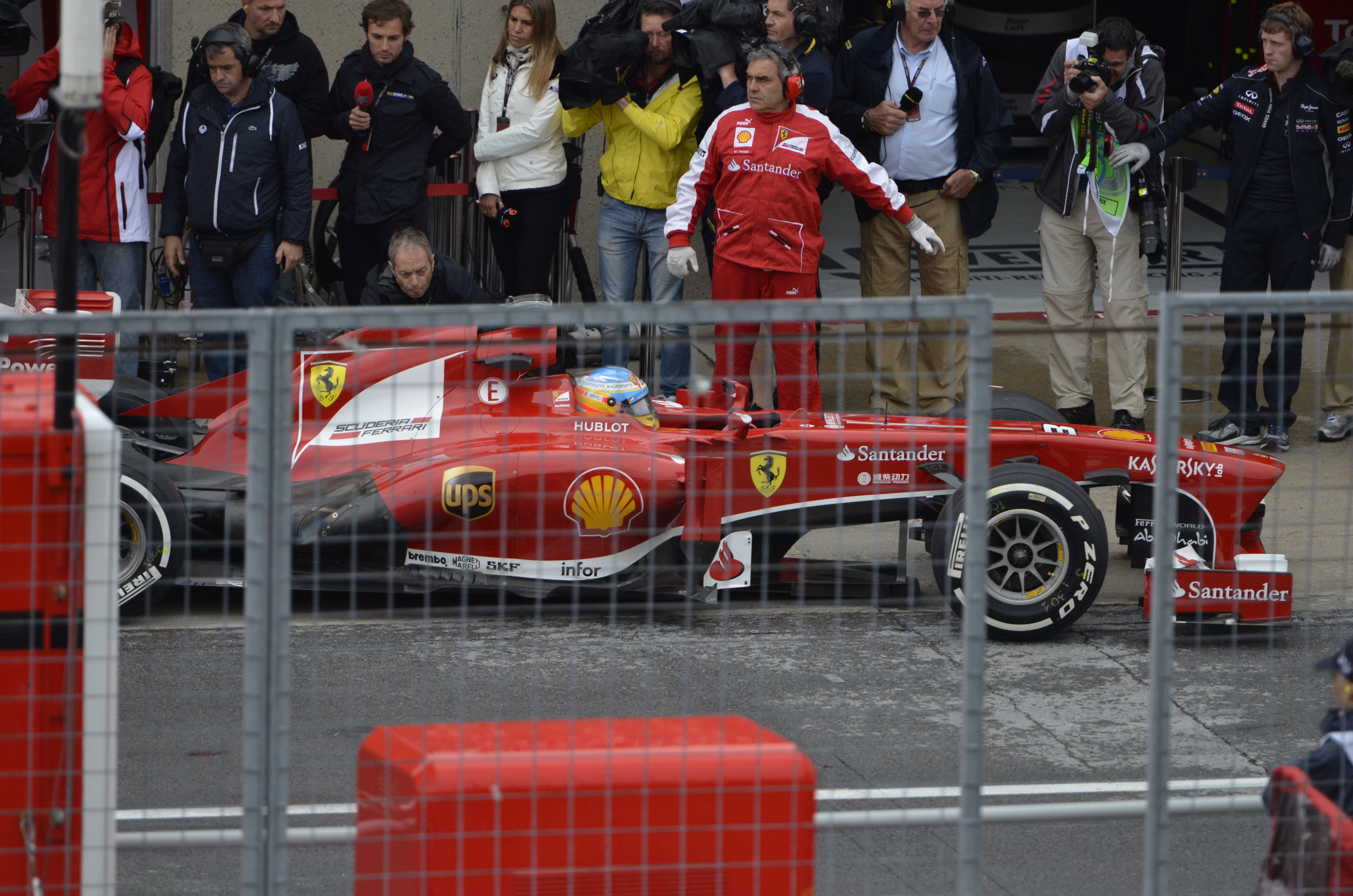
Fernando Alonso aux puits lors du Grand Prix du Canada 2013.

Le soleil est présent, la température ambiante est de 23 °C et le bitume est à 30 °C au départ du Grand Prix. Tous les pilotes sont en pneus tendres à l'exception de Paul di Resta, Jenson Button, Romain Grosjean, Jules Bianchi et Max Chilton. Sebastian Vettel, en pole position, est accompagné en première ligne par Lewis Hamilton, Valtteri Bottas et Nico Rosberg occupent la deuxième et la troisième est réservée à Mark Webber et Fernando Alonso. Romain Grosjean, pénalisé d'un recul de dix places, choisit de ne pas s'élancer depuis les stands et prend place sur le dernier emplacement de la grille,,.
À l'extinction des feux, Vettel s'élance parfaitement et conserve la tête dans le premier virage devant Hamilton, Rosberg, Webber, Bottas et Alonso. Au premier passage sur la ligne de chronométrage, Vettel précède Hamilton, Rosberg, Webber, Alonso, Bottas, Jean-Éric Vergne, Adrian Sutil, Daniel Ricciardo, Kimi Räikkönen, Nico Hülkenberg, Sergio Pérez, Pastor Maldonado, Felipe Massa et Jenson Button. Vettel creuse immédiatement un écart sur ses rivaux et, au troisième passage, possède 3 secondes d'avance sur Hamilton, 5 s sur Rosberg et Webber et 8 s sur Alonso,,.
Dans le cinquième tour, Sutil attaque Bottas, le touche légèrement et effectue un tête-à-queue en pleine piste au milieu du peloton, sans rien toucher. L'Allemand reprend sa course normalement avant d'être percuté à l'arrière peu après par Maldonado qui écope d'un drive-through. Sutil doit s'arrêter au neuvième tour pour faire examiner sa monoplace et en profite pour changer ses pneus. Pendant ce temps, Vettel, à l'attaque, frotte longuement le muret sans dommage toutefois pour sa monoplace. Ricciardo, Hülkenberg et Maldonado changent de pneus au douzième tour, Webber, Vergne et Pérez au suivant, Rosberg, Bottas au quatorzième, Vettel et Alonso au suivant, Massa au dix-septième, Hamilton deux tours plus tard, Gutiérrez au vingt-et-unième et Räikkönen au suivant. Le Finlandais est victime d'un ennui lors du changement de ses roues arrière et perd un temps précieux. À l'issue des arrêts au stands, au vingt-quatrième tour, Vettel possède 13 secondes d'avance sur Hamilton, 18 s sur Rosberg, 19 s sur Webber, et 20 s sur Alonso ; suivent Vergne, Paul di Resta, Grosjean, Sutil et Massa,,.
Pendant que Button s'arrête enfin au vingt-septième tour, Mark Webber attaque Rosberg pour le gain de la troisième place et le passe très facilement, dans la foulée, Alonso passe à son tour la Mercedes et prend la quatrième place. Rosberg, à la peine, s'arrête au trente-et-unième tour lorsque Giedo van der Garde, pilote retardataire, ne voit pas Mark Webber revenir sur lui au freinage de la chicane : les deux pilotes se touchent et l'aileron avant de la Red Bull est abîmé. Webber peut toutefois poursuivre sa course, désormais talonné par Alonso qui profite de l'incident pour réduire l'écart du son rival, tandis que Van der Garde est pénalisé,,.
Sutil s'arrête au trente-septième tour, Ricciardo au quarantième alors que Fernando Alonso dépasse Webber pour le gain de la troisième place. Massa rentre au quarante-deuxième tour, Grosjean au suivant, Pérez au quarante-quatrième, Webber deux boucles plus tard, Alonso au quarante-septième, Hamilton au suivant et enfin Vettel au quarante-neuvième. Après cette deuxième salve d'arrêts, au cinquante-quatrième passage, Vettel précède Hamilton, Alonso, Webber, Rosberg, Vergne, di Resta, Sutil, Räikkönen et Massa,,.
Fernando Alonso attaque dans tous les secteurs du circuit et revient sur la deuxième place de Lewis Hamilton. Romain Grosjean réussit à retarder son second arrêt jusqu'au cinquante-quatrième tour tandis que di Resta effectue quant à lui son unique arrêt au cinquante-septième tour, en même temps que Rosberg et Vergne. Sutil est pénalisé par un drive-through pour ne pas avoir respecté assez rapidement les drapeaux bleus lui intimant de s'écarter alors qu'il se trouvait devant Hamilton et Alonso en plein duel. Alonso prend l'avantage sur Hamilton au soixante-deuxième tour,,.
Sebastian Vettel remporte sa première victoire au Canada devant Fernando Alonso et Lewis Hamilton qui l'accompagnent sur le podium ; suivent pour les points Webber et Rosberg (le dernier pilote dans le même tour que le vainqueur), Vergne, di Resta, Räikkönen, Massa et Sutil,,.

### Classement de la course
| Pos. | no | Pilote              | Écurie               | Tours | Temps/Abandon                            | Grille | Points |
| ---- | -- | ------------------- | -------------------- | ----- | ---------------------------------------- | ------ | ------ |
| 1    | 1  | Sebastian Vettel    | Red Bull-Renault     | 70    | 1 h 32 min 09 s 143 (198,760 km/h)       | 1      | 25     |
| 2    | 3  | Fernando Alonso     | Ferrari              | 70    | + 14 s 408                               | 6      | 18     |
| 3    | 10 | Lewis Hamilton      | Mercedes             | 70    | + 15 s 942                               | 2      | 15     |
| 4    | 2  | Mark Webber         | Red Bull-Renault     | 70    | + 25 s 731                               | 5      | 12     |
| 5    | 9  | Nico Rosberg        | Mercedes             | 70    | + 1 min 09 s 725                         | 4      | 10     |
| 6    | 18 | Jean-Éric Vergne    | Toro Rosso-Ferrari   | 69    | + 1 tour                                 | 7      | 8      |
| 7    | 14 | Paul di Resta       | Force India-Mercedes | 69    | + 1 tour                                 | 17     | 6      |
| 8    | 4  | Felipe Massa        | Ferrari              | 69    | + 1 tour                                 | 16     | 4      |
| 9    | 7  | Kimi Räikkönen      | Lotus-Renault        | 69    | + 1 tour                                 | 10     | 2      |
| 10   | 15 | Adrian Sutil        | Force India-Mercedes | 69    | + 1 tour                                 | 8      | 1      |
| 11   | 6  | Sergio Pérez        | McLaren-Mercedes     | 69    | + 1 tour                                 | 12     |        |
| 12   | 5  | Jenson Button       | McLaren-Mercedes     | 69    | + 1 tour                                 | 14     |        |
| 13   | 8  | Romain Grosjean     | Lotus-Renault        | 69    | + 1 tour                                 | 22     |        |
| 14   | 17 | Valtteri Bottas     | Williams-Renault     | 69    | + 1 tour                                 | 3      |        |
| 15   | 19 | Daniel Ricciardo    | Toro Rosso-Ferrari   | 68    | + 2 tours                                | 11     |        |
| 16   | 16 | Pastor Maldonado    | Williams-Renault     | 68    | + 2 tours                                | 13     |        |
| 17   | 22 | Jules Bianchi       | Marussia-Cosworth    | 68    | + 2 tours                                | 19     |        |
| 18   | 20 | Charles Pic         | Caterham-Renault     | 67    | + 3 tours                                | 18     |        |
| 19   | 22 | Max Chilton         | Marussia-Cosworth    | 67    | + 3 tours                                | 20     |        |
| 20   | 12 | Esteban Gutiérrez   | Sauber-Ferrari       | 63    | sortie de piste                          | 15     |        |
| Abd. | 11 | Nico Hülkenberg     | Sauber-Ferrari       | 43    | crevaison à la suite d'un accrochage     | 11     |        |
| Abd. | 21 | Giedo van der Garde | Caterham-Renault     | 45    | Aileron cassé à la suite d'un accrochage | 21     |        |

### Pole position et record du tour
- Pole position :  Sebastian Vettel (Red Bull-Renault) en 1 min 25 s 425 (183,782 km/h)[30].
- Meilleur tour en course :  Mark Webber (Red Bull-Renault) en 1 min 16 s 182 (206,080 km/h) au soixante-neuvième tour[31].

### Tours en tête
- Sebastian Vettel : 67 tours (1-15 / 19-70)[32].
- Lewis Hamilton : 3 tours (16-18).

## Classements généraux à l'issue de la course
| Pos. | Pilote           | Écurie               | Points |
| ---- | ---------------- | -------------------- | ------ |
| 1    | Sebastian Vettel | Red Bull-Renault     | 132    |
| 2    | Fernando Alonso  | Ferrari              | 96     |
| 3    | Kimi Räikkönen   | Lotus-Renault        | 88     |
| 4    | Lewis Hamilton   | Mercedes             | 77     |
| 5    | Mark Webber      | Red Bull-Renault     | 69     |
| 6    | Nico Rosberg     | Mercedes             | 57     |
| 7    | Felipe Massa     | Ferrari              | 49     |
| 8    | Paul di Resta    | Force India-Mercedes | 34     |
| 9    | Romain Grosjean  | Lotus-Renault        | 26     |
| 10   | Jenson Button    | McLaren-Mercedes     | 25     |
| 11   | Adrian Sutil     | Force India-Mercedes | 17     |
| 12   | Jean-Éric Vergne | Toro Rosso-Ferrari   | 13     |
| 13   | Sergio Pérez     | McLaren-Mercedes     | 12     |
| 14   | Daniel Ricciardo | Toro Rosso-Ferrari   | 7      |
| 15   | Nico Hülkenberg  | Sauber-Ferrari       | 5      |

| Pos. | Écurie               | Points |
| ---- | -------------------- | ------ |
| 1    | Red Bull-Renault     | 201    |
| 2    | Ferrari              | 145    |
| 3    | Mercedes             | 134    |
| 4    | Lotus-Renault        | 114    |
| 5    | Force India-Mercedes | 51     |
| 6    | McLaren-Mercedes     | 37     |
| 7    | Toro Rosso-Ferrari   | 20     |
| 8    | Sauber-Ferrari       | 5      |

## Statistiques
Le Grand Prix du Canada 2013 représente :
- la 39e pole position de sa carrière pour Sebastian Vettel[35] ;
- la 29e victoire de sa carrière pour Sebastian Vettel[36] ;
- la 37e victoire pour Red Bull Racing en tant que constructeur[37] ;
- la 155e victoire pour Renault en tant que motoriste[38].

Au cours de ce Grand Prix :
- Kimi Räikkönen égale le record de Michael Schumacher de 24 courses consécutives terminées dans les points, série entamée à Bahreïn en 2012[39] ;
- Jenson Button devient le troisième pilote à avoir parcouru le plus grand nombre de tours en championnat du monde. Avec 12 445 tours, il devance désormais David Coulthard (12 394 tours) et n'est devancé que par Michael Schumacher (16 825 tours) et Rubens Barrichello (16 631 tours)[40] ;
- La série de 64 Grands Prix terminés dans les points (record établi entre Bahreïn 2010	à Monaco 2013) de McLaren Racing s'achève, Sergio Pérez se classant onzième et Jenson Button terminant douzième[41] ;
- L'écurie Force India prend son 100e départ en championnat du monde de Formule 1[42] ;
- Lors du grutage de la Sauber d'Esteban Gutiérrez accidentée au bord de la piste, Mark Robinson, commissaire de piste, heurté à la tête par la grue après avoir trébuché, décède[43],[44]. Cet accident rare a eu pour conséquence de modifier la méthode de transport des monoplaces. Son décès fait l'objet d'un hommage lors du  Grand Prix du Canada 2014[45] ;
- Martin Donnelly (13 Grands prix entre 1989 et 1990, vainqueur du Grand Prix de Macao 1987) est nommé assistant des commissaires de course pour ce Grand Prix.